# Rubus intercurrens
Rubus intercurrens är en rosväxtart som beskrevs av Gustafsson. Rubus intercurrens ingår i släktet rubusar, och familjen rosväxter. Utöver nominatformen finns också underarten R. i. confluens.